# Fonds de solidarité africain
Le Fonds de solidarité africain (FSA) est une institution financière multilatérale de garantie basée à Niamey, Niger. Il regroupe 23 États membres africains. Le FSA a pour objet de contribuer au développement économique et social de ses États membres régionaux, ceci en facilitant aux États et aux entreprises publiques et privées de sa zone d'intervention l’accès aux crédits destinés à financer des projets d’investissements productifs, et la mobilisation de l’épargne locale et extérieure notamment par des interventions en garantie de prêts sur les marchés financiers.

## Historique
L’Accord portant création du Fonds de solidarité africain a été adopté par l’Assemblée nationale de la République française et signé à Paris le 21 décembre 1976. Le FSA a eu pour objet à cette époque de faciliter le développement économique des États africains qui y participent - principalement des États les plus défavorisés par les facteurs de caractère structurel - en contribuant au financement de projets d'investissement présentant un intérêt particulier. Quinze États africains et la République française ont participé à la création du Fonds. La demande d’adhésion de trois autres pays africains a été acceptée par les membres originaires dès avril 1977. En France, la création du FSA a été l'objet de la Loi no. 77-732 du 7 juillet 1977.
Les opérations du FSA ont démarré en septembre 1979.
L’Assemblée nationale française a adopté plusieurs amendements à l’Accord portant création du Fonds en 1991. La Loi no. 91-1401 du 31 décembre 1991 a validé des modifications au niveau des conditions de garantie de remboursement, du siège, des ressources, des opérations, et de l’organisation du Fonds. En ce qui concerne le siège, la Loi no. 91-1401 indique que – même si l’Accord du 21 décembre 1976 avait fixé le siège « provisoirement » à Paris – depuis sa création, le siège du Fonds a toujours de fait été établi à Niamey, République de Niger,.
Après plus de 30 ans d’existence les textes constitutifs du Fonds ont été soumis à une nouvelle révision. Ainsi, les Ministres de tutelle du Fonds ont, à l’occasion de leur réunion du 20 décembre 2008, tenue à Niamey, adopté l’Accord Révisé portant création du Fonds de Solidarité Africain. L’Accord révisé est entré en vigueur dès notification de sa ratification par la majorité de États signataires. La France, qui a ratifié l'Accord du 21 décembre 1976 et participé aux activités du Fonds jusqu'en 2000, ne figure pas parmi les signataires de l'Accord Révisé.
Fin 2021, un premier amendement a été adopté par les représentants des pays membres du FSA visant plusieurs modifications de l’Accord Révisé de l’année 2008, notamment par rapport au transfert des compétences de l’assemblée générale au conseil des gouverneurs et aux définitions de l’objet et des missions du FSA.

## Mission
Le FSA a pour mission de contribuer au développement économique et au progrès social de ses États membres africains, en facilitant, à travers ses techniques d’intervention, l’accès aux ressources financières nécessaires à la réalisation des projets d’investissement et des autres activités génératrices de revenus.

## Pays membres
Les 23 États membres du FSA sont le Bénin, le Burkina Faso, le Burundi, le Cap-Vert, la Centrafrique, le Congo, les Comores, la Côte d’Ivoire, le Gabon, la Gambie, la Guinée, la Guinée-Bissau, le Libéria, le Mali, le Maroc, Maurice, la Mauritanie, le Niger, le Rwanda, le Sénégal, la Sierra Léone, le Tchad et le Togo.

## Organisation
Les principaux organes de décision et de gestion du FSA sont le conseil des gouverneurs, le conseil d'administration et le directeur général. Le conseil des gouverneurs est composé des ministres des Finances des États membres. Le conseil d’administration (CA) est doté d'un membre pour chaque État membre. Le directeur général est la personne nommée par le conseil d’administration pour assurer l’administration courante du FSA.
Les comités spécialisés sont les comités ad hoc ou permanents qui statuent sur les questions opérationnelles ou institutionnelles par délégation de pouvoir du conseil d’administration.

## La mobilisation et allocation des ressources
Les ressources financières du fonds sont constituées par les dotations issues du versement des actionnaires au titre du capital, les revenus générés par les opérations et les placements, les subventions, les ressources mobilisables sur les marchés bancaires et sur les marchés des capitaux et les ressources affectées à des missions spécifiques dans le cadre de la gestion de fonds pour compte de tiers.
Le capital autorisé du FSA est composé des contributions de ses membres. Les États membres africains du FSA sont les actionnaires de la catégorie A. Les États et institutions membres non africains du FSA sont les actionnaires de la catégorie B. Au 30 juin 2023, la Banque de développement des États de l’Afrique centrale (BDEAC) est devenue le premier actionnaire de la catégorie B du FSA.
Le FSA intervient dans tous les secteurs des économies nationales de ses pays membres, notamment dans les infrastructures de base, les industries et l'énergie.

## Les techniques d’intervention
Les principales techniques d'intervention sont la garantie, le refinancement, la bonification de taux d’intérêt, la prise de participation, la gestion de fonds pour compte de tiers, et l'arrangement et structuration de financements notamment pour les petites et moyennes entreprises et industries (PME/PMI).
Au 31 décembre 2021, le cumul des approbations de garanties a atteint 1.116,4 millions d'euros, en faveur de 442 projets réalisés dans les 15 États membres du Fonds. Ces interventions ont permis la mobilisation de financements à hauteur de 2.252,3 millions d'euros. Sur l'exercise 2021, 51 demandes de garanties ont été approuvées pour un montant total de 199,8 millions d'euros.

## Partenaires régionaux et internationaux
Depuis 1996, le FSA collabore étroitement avec la Banque ouest-africaine de développement (BOAD). Leur accord de coopération a été renouvelé au mois de novembre 2013. Dans le cadre de cet accord, le FSA a assuré aussi bien des garanties que la bonification des taux d'intérêt de plusieurs prêts, ce qui a permis à la BOAD d'accroître le volume des prêts qu'elle fournit aux investisseurs dans la région ouest-africaine.
En juillet 2018, le FSA a signé un accord de partenariat avec la banque publique d'investissement française Bpifrance. L'objectif général de ce partenariat est de promouvoir le développement du secteur privé et du secteur public marchand dans les pays membres du FSA. Bpifrance veut ainsi renforcer les capacités du FSA pour mieux répondre aux besoins des investisseurs dans sa zone d'intervention.
Le 25 janvier 2020, le FSA a signé un accord de partenariat avec la Banque de développement des États de l'Afrique centrale (BDEAC). Cet accord a été conclu en vue d'accroître le financement des investissements publics et privés dans les États membres du FSA. Pour le FSA, cela impliquait une augmentation substantielle des interventions du FSA dans la région de l'Afrique centrale. Dans le cadre de cet accord de partenariat, la BDEAC, le FSA et la société gabonaise SERUS Investments SA se sont réunis le 6 septembre 2021 à Niamey, Niger, pour signer un accord de garantie facilitant la construction d'un important complexe commercial et hôtelier à Moanda, Gabon. Le FSA a accepté de garantir 60% du prêt d'investissement proposé. Ce dernier s’est chiffré à l'équivalent d'environ 2,74 millions USD.
Le 21 décembre 2023, Moussa Faki Mahamat, président de la Commission de l'Union africaine, a reçu les lettres de créance de M. Abdourahmane Diallo, directeur général du Fonds de solidarité africain, en tant qu'observateur auprès de l'Union africaine.
En juin 2024, le Directeur du FSA a annoncé une augmentation du capital du Fonds de l'ordre de 286,8 million US, grâce au soutien fourni par la Banque arabe pour le développement économique en Afrique (BADEA).

## Notations
Le FSA a fait l'objet de nombreuses notations indépendantes au cours de la dernière décennie.
L'Agence de notation de l'Afrique de l'Ouest (WARA) a mené des exercices de notation en 2018, 2019, 2020 et 2021. En juillet 2021, la WARA a attribué une note globale de AA+ et les perspectives ont été jugées positives. Les rapports de notation de WARA sont disponibles en ligne.
En novembre 2023, Moody's Investors Service (Moody's) a attribué au FSA une note d'émetteur à long terme en devises étrangères de Baa1, avec une perspective stable. La note de Moody's reflète l'adéquation modérée du capital du FSA, équilibrant la faible qualité des actifs avec un effet de levier modéré et en amélioration, la position de liquidité du Fonds soutenue par des flux de trésorerie nets structurellement positifs, et la faible solidité du soutien des membres en cas de besoin.
Lors d'une cérémonie tenue le 28 mai 2024 à Nairobi, Kenya, le FSA a obtenu la notation A de l'Association des Institutions Africaines de Financement du Développment (Association of African Development Finance Institutions, AADFI), après avoir été évalué au regard de sa conformité aux normes NDPSE (Normes, Dispositifs Prudentiels, et Système d'Evaluation), de même que son impact sur le développment de ses États membres .
Le 8 juillet 2024 l’agence de notation GCR ratings (GCR) a réhaussé la note d’émetteur de long terme du Fonds de AA+(WU) à AAA(WU) sur son échelle régionale. La perspective est stable. Le rehaussement de la notation du FSA reflète sa robuste santé financière et les avancées significatives dans ses activités. Malgré une qualité de portefeuille perfectible, la notation du FSA bénéficie d'une solide capitalisation et de réserves de liquidité substantielles. Les récentes adhésions des États membres et des institutions financières renforcent sa position en capital, avec des perspectives positives pour l'avenir. Le Fonds maintient une politique prudente de liquidité, avec 23% d'actifs liquides, dont 19% immédiatement disponibles pour répondre aux besoins anticipés. La gouvernance du Fonds est robuste, bien que la qualité du portefeuille d'actifs reste perfectible. L'assainissement des actifs non performants en 2023 a significativement réduit le taux de sinistralité, et les risques de marché et opérationnels sont bien maîtrisés. La perspective stable de la notation du Fonds repose sur plusieurs points forts. GCR anticipe que la capitalisation restera robuste grâce à une libération de capital prévue dans les 12 à 18 prochains mois. De plus, le Fonds devrait maintenir un profil de liquidité solide, et les concentrations sectorielle et géographique de son portefeuille de développement sont prévues s'améliorer, avec une gestion prudente des risques de contrepartie.

## Performance
En janvier 2021, la conformité du FSA avec la norme ISO 9001 (version 2015) a été certifiée par la filiale britannique de la société Veritas Certification Holding SAS. Cette certification peut servir d'indicateur objectif et vérifiable de la bonne performance du Fonds en termes de gestion opérationnelle et administrative.

## Importance régionale
Le FSA est l'une des trois principales institutions multilatérales de garantie financière du continent africain, les autres étant le Fonds africain de garantie (AGF) et le Fonds africain de garantie et de coopération économique (FAGACE).
En février 2025, le FSA a obtenu le statut d'Agence Spécialisée de l'Union Africaine. La décision a été prise lors du Sommet des Chefs d'État et de Gouvernements de l'Union Africaine

## Perspectives
Le Cap-Vert, le Congo, les Comores, la Gambie, et le Libéria adhérent depuis fin juin 2023 au FSA, et le Maroc et la Sierra Léone depuis juin 2024 . Le processus d'adhésion est très avancé pour les 12 pays suivants : l'Afrique du Sud, l'Angola, le Botswana, le Cameroun, la Guinée équatoriale, Madagascar, la Namibie, le Nigéria, l'Ouganda, la République démocratique du Congo, les Seychelles, et le Soudan.